# (15551) Paddock
(15551) Paddock (2000 FQ25) – planetoida z pasa głównego asteroid okrążająca Słońce w ciągu 5,31 lat w średniej odległości 3,04 j.a. Odkryta 27 marca 2000 roku.